# Eurysternus francinae
Eurysternus francinae là một loài bọ cánh cứng trong họ Bọ hung (Scarabaeidae).